# Miguel Alves
Miguel Alves est une municipalité brésilienne située dans l'État du Piauí.